# Спортивні звання
Спортивні звання присвоюються за досягнення на офіційних спортивних змаганнях за умови виконання встановлених спортивних нормативів; за педагогічну і тренерську діяльність і в деяких інших випадках.

## Україна
В Україні діє Єдина спортивна класифікація (ЄСК) України, яка визначає порядок, умови та вимоги, необхідні для присвоєння спортсменам і тренерам (тренерам-викладачам) спортивних звань та спортивних розрядів з видів спорту, визнаних в Україні.
У 1993 році затверджені і діють положення про почесні звання «Заслужений тренер України», «Заслужений майстер спорту України».
Згідно з цим Положенням про Єдину спортивну класифікацію України присвоюються такі спортивні звання і спортивні розряди:

### Спортивні звання
- Заслужений тренер України (ЗТУ);
- Заслужений майстер спорту України (ЗМСУ);
- Майстер спорту України (МСУ);
- Майстер спорту України міжнародного класу (МСУМК);
- Гросмейстер України (ГУ) — для шахів, шашок та го.

### Спортивні розряди
- Кандидат у майстри спорту України (КМСУ);
- I, II, III розряди;
- I, II, III юнацькі розряди.

Також до спортивних звань були додані: Заслужений МСМК та Почесний МСМК.

## Інші країни

### Білорусь
У 1995 році було встановлено почесне спортивне звання «Заслужений майстер спорту Республіки Білорусь». 
З 2001 року діє Єдина спортивна класифікація (ЄСК) Республіки Білорусь. Нею встановлені спортивні звання «майстер спорту Республіки Білорусь міжнародного класу» (МСМК), «майстер спорту Республіки Білорусь» (МС). З видів спорту, які культивуються серед інвалідів, спортсменам присвоюються спортивні звання «майстер спорту Республіки Білорусь міжнародного класу серед інвалідів» (МСМК серед інвалідів), «майстер спорту Республіки Білорусь серед інвалідів» (МС серед інвалідів).

### Грузія
В Грузії у 2003 році затверджено вище спортивне звання «Лицар спорту».

### Росія
Перша «Єдина всеросійська спортивна класифікація» (ориг. ЕВСК) введена у 1994 році. У ЄВСК визначені звання «Майстер спорту Росії міжнародного класу» (МСМК) або «Гроссмейстер Росії», «Майстер спорту Росії» (МС), «Майстер спорту Росії з національних видів спорту». З видів спорту, які культивуються серед інвалідів, спортсменам присвоюються спортивні звання «Майстер спорту Росії міжнародного класу серед інвалідів» (МСМК серед інвалідів), «Майстер спорту Росії серед інвалідів» (МС серед інвалідів).
У 1995 році затверджено положення про звання «Заслужений майстер спорту Росії» і «Заслужений тренер Росії».

### СРСР
В СРСР спортивні звання присвоювалися згідно з діючою «Єдиною всесоюзною спортивною класифікацією» (ориг. ЕВСК), яка, в тому числі встановлювала перелік звань і умови їх присвоєння. Присвоєння спортивних звань здійснювалося Комітетом з фізичної культури і спорту при Раді Міністрів.
Вперше ЄВСК розроблена у 1935 році на підставі вже наявних спортивних класифікацій з окремих видів спорту, надалі вона постійно змінювалась, відображаючи нові види спорту. Починаючи з 1949 року ЄВСК стала затверджуватися на чотирирічний період. В останній ЄВСК СССР (1989) були такі спортивні звання: «Майстер спорту СРСР», «Майстер спорту СРСР міжнародного класу» (уперше затверджено у 1965 році), «Гроссмейстер СРСР» (шахи і шашки).
Крім звань ЄВСК в СРСР 27 травня 1934 року постановою ЦВК встановлено звання «Заслужений майстер спорту», надалі «Заслужений майстер спорту СРСР».
Деколи до спортивних відносять звання «Суддя всесоюзної категорії» (1934), «Заслужений тренер СРСР» (1956), «Почесний суддя з спорту» (1972).
У республіках СРСР діяла система спортивних звань аналогічна до системи всесоюзних звань. Після розпаду СРСР звання такого роду засновані в багатьох новоутворених країнах.

### США
У США атлетам, які досягнули найзначніших результатів у любительському спорті, присвоюється звання «всеамериканський спортсмен».[джерело?]

### Таджикистан
У Таджикистані законом про фізичну культуру і спорт визначені спортивні звання «майстер спорту Республіки Таджикистан», «майстер спорту Республіки Таджикистан міжнародного класу», «гроссмейстер», «заслужений тренер Республіки Таджикистан».